# Can't Hold Us Down
"Can't Hold Us Down" is de vierde single van Christina Aguilera's tweede album, Stripped. Ze zingt samen met Lil' Kim in dit nummer. De single is uitgebracht in 2003, en piekte op nummer 12 in de Billboard Hot 100, waarmee hij Christina Aguilera's tiende top 20-hit werd. De single was ook een succes in andere landen zoals het Verenigd Koninkrijk (nummer 6) en Australië (nummer 5). In Nederland haalde hij nummer 10 in de Nederlandse Top 40.

## Informatie
"Can't Hold Us Down" is geschreven door Christina Aguilera, Matthew Morris en Scott Storch, en is geproduceerd door Scott Storch, E. Dawk en Christina Aguilera. Het is een duet met de rapster Lil' Kim, waarmee Aguilera ook heeft samengewerkt op de cover van het nummer Lady Marmalade voor de soundtrack van Moulin Rouge! in 2001. Christina en Lil' Kim werden na "Lady Marmalade" vriendinnen. Vanwege de Girl Power-uitstraling van Lil' Kim vroeg Christina haar voor het nummer.
In eerste instantie was rapster Eve gevraagd om in dit nummer te rappen. Ze zei in een commentaar op MTV News dat ze samen met Aguilera samen zou werken aan een krachtig vrouwenlied voor het album Stripped. Na een tijdje echter werd Kim gevraagd om samen met Aguilera het nummer op te nemen, zonder enige uitleg over wat er met Eve was gebeurd. Veel speculaties gingen de ronde dat dit kwam doordat Kim een relatie had met de producer, Scott Storch, en dat de producer daarom Eve aan de kant had gezet om Kim te vragen voor het nummer. Ondanks de speculaties over wat er is gebeurd is het nummer nog niet uitgelekt op internet en is deze affaire weer vergeten door het publiek.
Net zoals enkele vorige vorige singles is het een sterk vrouwelijk nummer, maar deze keer zet Aguilera haar afgunst naar voren over de dubbele standaarden van de samenleving. Ze vindt dat mannelijke sterren gerespecteerd worden voor hun wilde sekslevens en dat dit geaccepteerd wordt, maar als vrouwen zoals Christina hun seksualiteit proberen te verbeelden worden ze meestal als slet of hoer bestempeld. Christina Aguilera laat in dit nummer ook weten dat ze het woord 'bitch' niet pikt en dat ze alleen maar voor zichzelf opkomt en een sterke vrouw is. Ze verzendt haar persoonlijk bericht naar degene die vrouwen probeert "neer te halen", en steekt ze een hart onder de riem met de zin: "Never can, never will, can't hold us down".

## Remixes
- "Can't Hold Us Down" (Sharp Boys Orange Vocal Mix) (7:22)
- "Can't Hold Us Down" (Sharp Beyond Dub)
- "Can't Hold Us Down" (Jacknife Lee Mix) (4:30)
- "Can't Hold Us Down" (Jacknife Lee Dub)
- "Can't Hold Us Down" (Da Yard Riddim Mix) (4:16) - geremixt door Steven Marsden (ook bekend als Lenky); met Tanya Stephens
- "Can't Hold Us Down" (Medasyn Mix) (4:11) - geremixt door Gabriel Olegavich
- "Can't Hold Us Down" (Medasyn Instrumentaal) - geremixt door Gabriel Olegavich

## Hitlijsten
"Can't Hold Us Down" wordt als een succes ervaren, maar miste net de top tien door de twaalfde plaats te halen in de Billboard Hot 100 en de Hot 100 Airplay in de Verenigde Staten. Internationaal scoorde het nummer nog hoger: in o.a. Nederland, het Verenigd Koninkrijk en Australië haalde het nummer de top 10. Het haalde de tweede plaats in Nieuw-Zeeland.

### Charts
| Chart (2003)                     | Piekpositie |
| -------------------------------- | ----------- |
| Australië                        | 5           |
| Oostenrijk Top 75 Singles        | 13          |
| België Top 50 Singles            | 7           |
| Brazilië Hot 100 Singles         | 32          |
| Canada Top 100 Singles           | 20          |
| Frankrijk Top 100 Singles        | 27          |
| Duitsland Top 100 Singles        | 9           |
| Ierland Top 50 Singles           | 5           |
| Italië Top 50 Singles            | 20          |
| Mexicaanse Top 100 Airplay       | 32          |
| Nederlandse Top 40               | 10          |
| Nieuw-Zeeland                    | 2           |
| MTV Azië Hitlijst                | 1 (2x)      |
| Noorwegen Top 20 Singles         | 14          |
| Zweden Top 60 Singles            | 12          |
| Zwitserland Top 100 Singles      | 11          |
| Verenigd Koninkrijk              | 6           |
| V.S. Billboard Hot 100           | 12          |
| V.S. Billboard Top 40 Tracks     | 4           |
| V.S. Billboard Top 40 Mainstream | 3           |
| United World Chart               | 3           |

| Can't Hold Us Down in de Nederlandse Top 40 | Can't Hold Us Down in de Nederlandse Top 40 | Can't Hold Us Down in de Nederlandse Top 40 | Can't Hold Us Down in de Nederlandse Top 40 | Can't Hold Us Down in de Nederlandse Top 40 | Can't Hold Us Down in de Nederlandse Top 40 | Can't Hold Us Down in de Nederlandse Top 40 | Can't Hold Us Down in de Nederlandse Top 40 | Can't Hold Us Down in de Nederlandse Top 40 | Can't Hold Us Down in de Nederlandse Top 40 | Can't Hold Us Down in de Nederlandse Top 40 | Can't Hold Us Down in de Nederlandse Top 40 |
| Week                                        | 1                                           | 2                                           | 3                                           | 4                                           | 5                                           | 6                                           | 7                                           | 8                                           | 9                                           | 10                                          | 11                                          |
| ------------------------------------------- | ------------------------------------------- | ------------------------------------------- | ------------------------------------------- | ------------------------------------------- | ------------------------------------------- | ------------------------------------------- | ------------------------------------------- | ------------------------------------------- | ------------------------------------------- | ------------------------------------------- | ------------------------------------------- |
| Positie                                     | 37                                          | 18                                          | 11                                          | 13                                          | 13                                          | 10                                          | 13                                          | 15                                          | 21                                          | 32                                          | uit                                         |